# Burretiokentia vieillardii
Burretiokentia vieillardii là loài thực vật có hoa thuộc họ Arecaceae. Loài này được (Brongn. & Gris) Pic.Serm. mô tả khoa học đầu tiên năm 1955.